# سانتا كريستينا بيسون (بافيا)
سانتا كريستينا بيسون (بالإيطالية: Santa Cristina e Bissone)‏ هي بلدة تقع في مقاطعة بافيا بإقليم لومبارديا في شمال إيطاليا. تبلغ مساحة هذه المدينة 22.2 (كم²)، وترتفع عن سطح البحر م، بلغ عدد سكانها 1881 نسمة في عام 2004 حسب إحصاء المعهد الوطني للإحصاء.

## السكان
في سنة 1861 بلغ عدد السكان 2٬877 نسمة، وتطور العدد ليصل في سنة 2011 لـ 2٬028 نسمة.
يظهر هذا المخطط البياني تطور النمو السكاني لـ سانتا كريستينا بيسون (بافيا)

## أعلام
- لويجي بيرفيرزي